# Muhammad Salman
Muhammad Salman (ur. 14 lipca 1985) – pakistański zapaśnik walczący w stylu wolnym. Wicemistrz Igrzysk Azji Południowej w 2010. Piąty w mistrzostwach Azji w 2009. Czwarty i ósmy na igrzyskach wspólnoty narodów w 2010 i odpadł w ćwierćfinale w 2014. Trzeci na mistrzostwach Wspólnoty Narodów w 2009 roku.
Jest bratem zapaśników: Muhammada Alego i Muhammada Umara.